# Adenodolichos bequaertii
Adenodolichos bequaertii är en ärtväxtart som beskrevs av De Wild. Adenodolichos bequaertii ingår i släktet Adenodolichos och familjen ärtväxter. Inga underarter finns listade i Catalogue of Life.